# Bertil Nordenskjöld
Bertil Nordenskjöld als Spieler

 Link zum Bild (Memento vom 7. Oktober 2012 im Internet Archive)

(Bitte Urheberrechte beachten)
Bertil Fredrik Eugene „Nocke“ Nordenskjöld (* 24. Mai 1891 in Lilla Mellösa; † 17. März 1975 in Stockholm) war ein schwedischer Militär. Als Fußballspieler bestritt er acht Länderspiele für die schwedische Nationalmannschaft und gewann viermal den Meistertitel mit Djurgårdens IF, nach seiner aktiven Karriere war er parallel zu seiner Militärlaufbahn lange Jahre als Vorstand des Vereins tätig.

## Werdegang
Nordenskjöld spielte als Stürmer für Djurgårdens IF. 1910 debütierte er an der Seite seiner Mannschaftskameraden Samuel Lindqvist und Ivar Friberg in der schwedischen Nationalelf, als diese ein Aufeinandertreffen mit der norwegischen Nationalmannschaft durch einen 4:0-Erfolg gewann. Zunächst blieb dies ein einmaliger Einsatz. Zwei Jahre später gehörte er neben Ragnar Wicksell, Viktor Jansson und Gösta Backlund zur Mannschaft, die im Endspiel um die Svenska Mästerskapet den Göteborger Klub Örgryte IS mit einem 3:1-Sieg bezwang und erstmals in der Vereinsgeschichte den Landesmeistertitel holte. Im Herbst 1914 kehrte er in die Nationalelf zurück, für die er in den folgenden Jahren unregelmäßig, meist wenn ein Länderspiel in Stockholm stattfand, auflief. Im folgenden Jahr holte er mit dem Klub – erneut mit einem Endspielerfolg gegen Örgryte IS – zum zweiten Mal den Meistertitel und wiederholte 1917 durch einen 3:1-Sieg gegen den Lokalrivalen AIK abermals den Erfolg.
1920 gewann Nordenskjöld mit Djurgårdens IF zum vierten Mal den Meistertitel, dieses Mal besiegte die Mannschaft IK Sleipner mit 1:0. Im selben Jahr gehörte er zum Kader bei den Olympischen Spielen in Antwerpen. Als Mannschaftskapitän führte er die schwedische Auswahl beim 9:0-Auftaktsieg gegen Griechenland aufs Spielfeld, bei der 4:5-Niederlage nach Verlängerung gegen die Niederlande im Viertelfinale ersetzte ihn sein Mannschaftskamerad Ragnar Wicksell. Im Turnier um Platz 2 und 3 wirkte er bei der 1:2-Niederlage gegen Spanien wieder mit, dies war sein letzter Auftritt im Nationaljersey.
1928 übernahm der seinerzeitige Leutnant Nordenskjöld das Amt des Vorsitzenden bei Djurgårdens IF, der im Sommer aus der Allsvenskan abstieg. In der folgenden Spielzeit stürzte die Mannschaft bis in die Drittklassigkeit ab, schaffte aber 1932 den Wiederaufstieg. 1936 kehrte der Klub in die erste Liga zurück, beendete aber die Spielzeit 1936/37 auf einem Abstiegsplatz. Im folgenden Jahr wechselte der Klub sein Stadion. Hatte er vormals den Tranebergs IP als Heimstätte genutzt, lief der Vertrag zur Nutzung mit der Stadt aus, und der Verein wechselte ins Olympiastadion Stockholm, wo er bis heute die meisten seiner Spiele austrägt. 1942 trat Nordenskjöld schließlich von seinem Amt zurück, da ihn seine militärische Arbeit als Major zu sehr forderte. 1944 bis 1964 war er Vorsitzender der Sällskapet Gamla Djurgårdare (deutsch: Gemeinschaft alter Djurgårdener), 1951 erhielt er die von dieser Vereinigung vergebene Ehrenplakette.
1949 erschien das von Nordenskjöld verfasste Buch „Militär idrott“ (deutsch: Militärsport).